# Tikus
Tikus ist eine kleine indonesische Insel im Timorarchipel (Kleine Sundainseln). Sie gehört zum Regierungsbezirk (Kabupaten) Kupang in der Provinz Ost-Nusa Tenggara.
Tikus liegt vor der Südwestspitze der Insel Timor, am nördlichen Ende der Bucht von Kupang und ist unbewohnt.